# Hampi

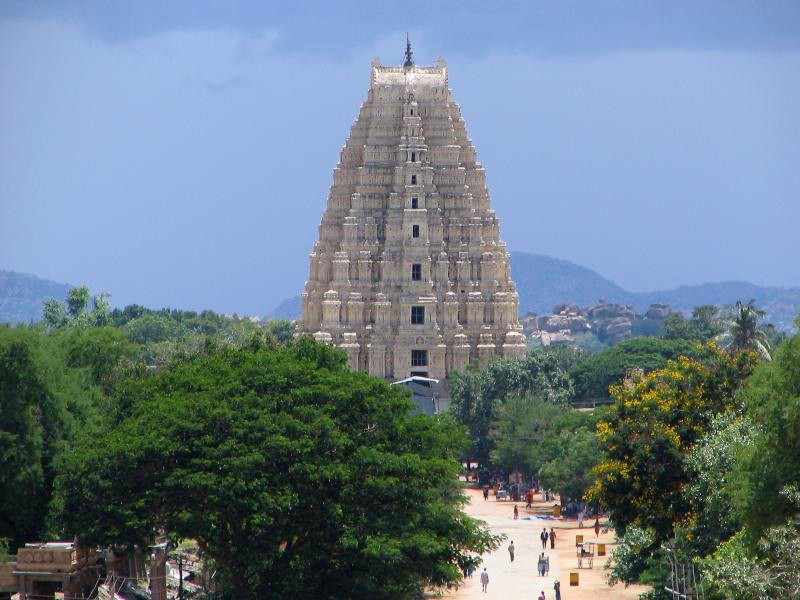
Świątynia Wirupaksza

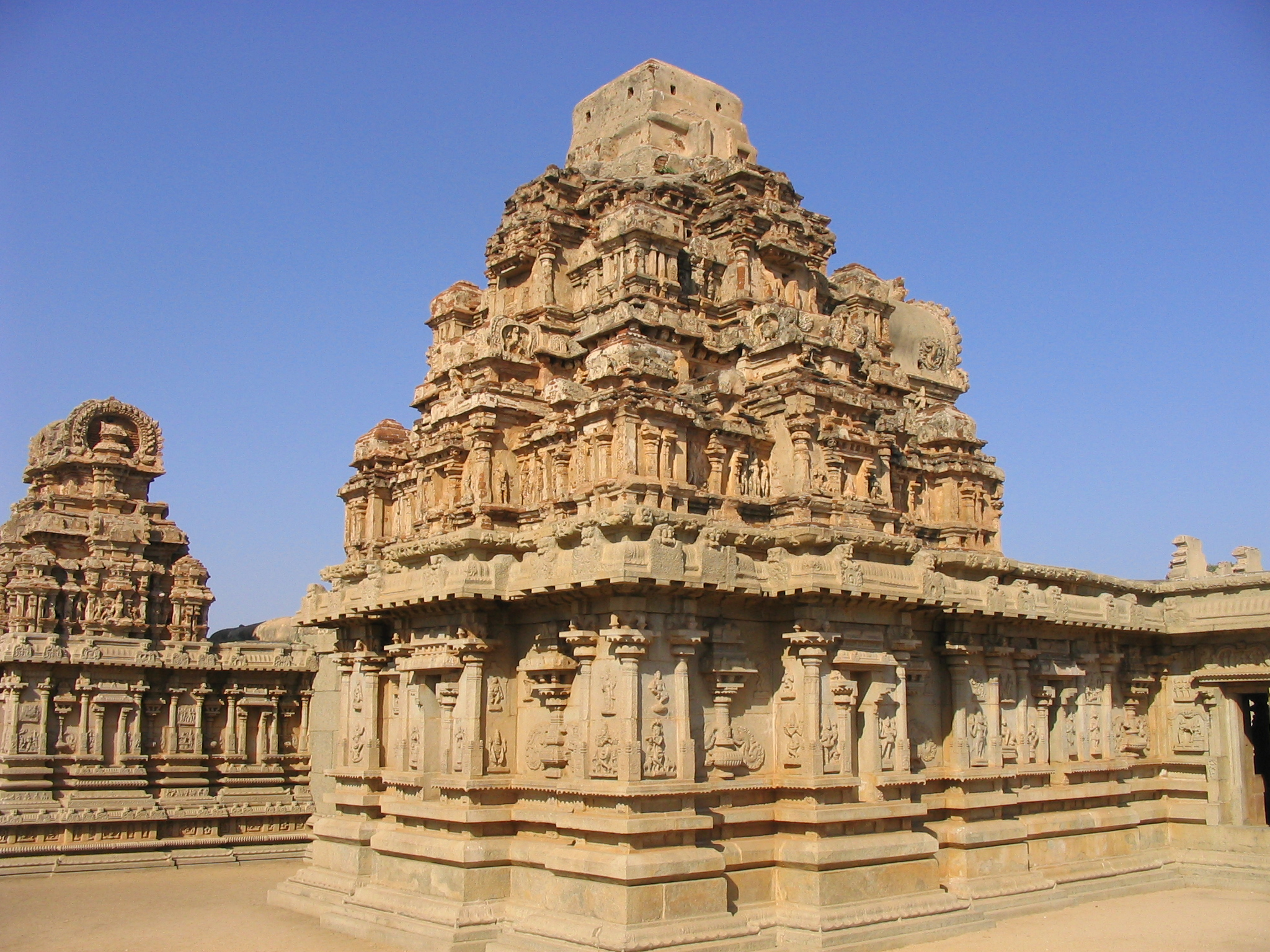
Świątynia Vittali w Hampi

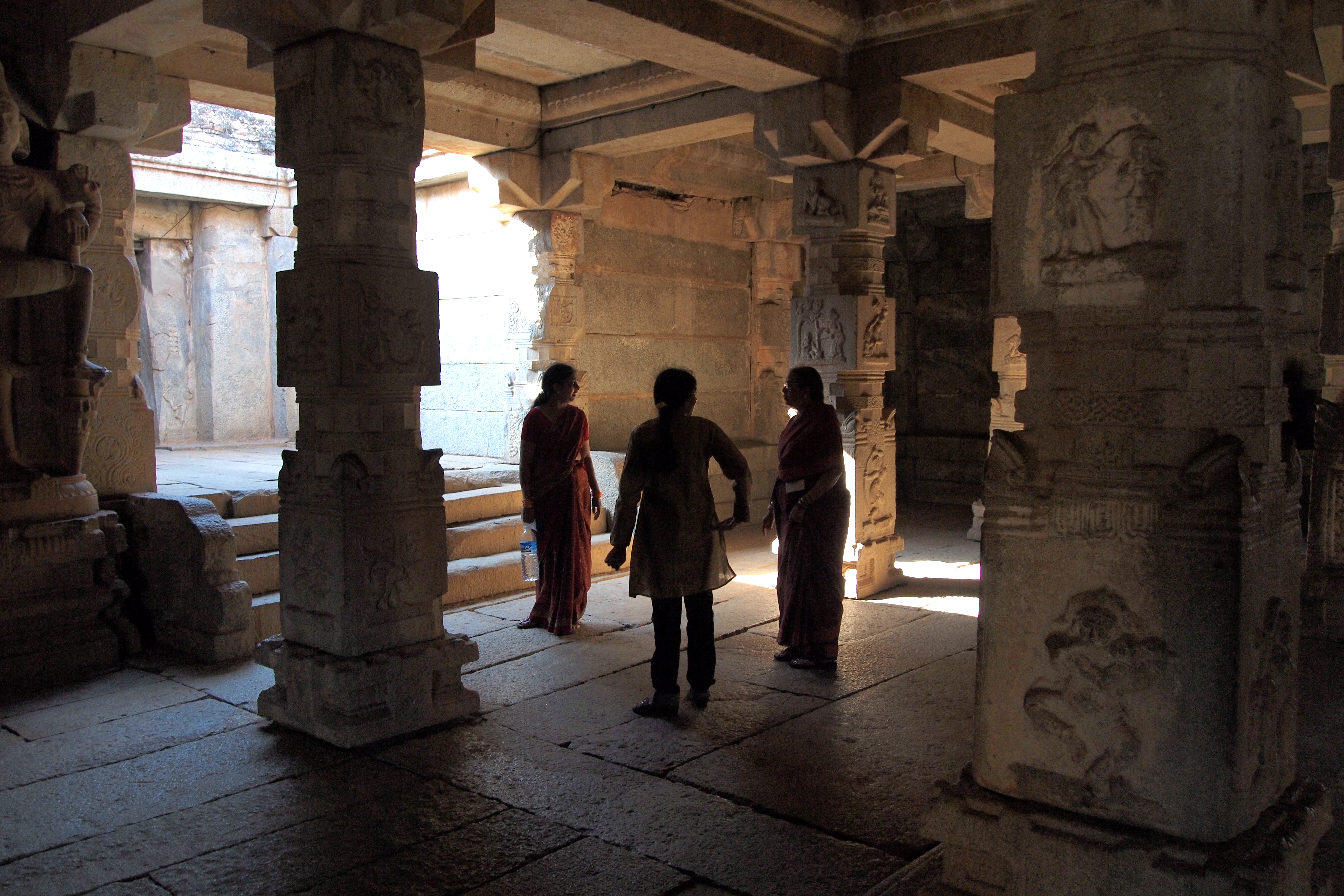
Wnętrze świątyni Vittali w Hampi

Hampi (dewanagari हम्पी, język kannada ಹಂಪೆ, daw. Widźajanagar lub Widźajanagara – Gród Zwycięstwa) – wioska w Indiach w stanie Karnataka.
Leży na miejscu dawnej stolicy hinduskiego państwa Widźajanagar, której pozostałości zachowały się do dzisiaj. Miasto założono w 1336 r. w górskiej okolicy na prawym brzegu rzeki Tungabhadra. Zostało zniszczone przez wojska muzułmańskie w 1565 r., do dziś zachowały się jedynie ruiny, od powstałej tu wioski nazywane Hampi. Otaczają je plantacje bananowe. Kwitnące miasto zamieniło się w gruzy po półrocznym oblężeniu z drugiej połowy XVI wieku. Muzułmanie atakując je pozostawili po grabieży resztki świątyń (z wyrazistym elementem wysokiej gopury), domów i grobowców. Ocalały złożone systemy nawadniające zbiorniki i świątynie. Na miejscu zrujnowanego miasta wzniesiono nowsze świątynie. Z lepiej zachowanych obiektów można wymienić świątynię Wirupaksza z XVI wieku z 50 m. wieżą, trzy pałace książąt drawidyjskich oraz stajnie dla słoni, w których architekturze widać wiele elementów muzułmańskich.
Ruiny w Hampi od 1986 r. znajdują się na liście światowego dziedzictwa UNESCO

## Historia Hampi
W Ramajanie przedstawiono to miasto pod nazwą Kiśkinda opisując je jako miejsce panowania małp Bali i Sugriwa i ich króla Hanumana. Okoliczne skały w łuków i usypanych wzniesień według legendy zostały tu zrzucone przez małpią armię na znak jej mocy.
Plany podbicia i utrzymania południa Indii snute przez przybywających z północy muzułmanów (szczególnie Malika Kafura i Muhammada Tughlaka) spotkały się w pierwszej połowie XIV wieku z oporem ze strony rosnącego w siłę imperium Widźajanagaru. Żołnierze Tughlaka porwali z Kampili koło Hampi dwóch urzędników rodem z Andhra Pradesh, braci Harihara i Bukka. Zabrano ich do Delhi, gdzie prawdopodobnie przeszli na islam. Przekonany o ich lojalności sułtan delhijski wysłał ich do Kampili w celu stłumienia rozruchów antymuzułmańskich. Wykorzystali tę okazję, by porzucić islam i służbę Delhi i sami przejęli okoliczne ziemie. Zająwszy ziemię Hojsalów w południowej Karnatace w 1343 roku założyli na brzegu rzeki Tungabhadra stolicę zbudowanego przez siebie królestwa – Widźajanagar. Wyzwolenie spod władzy sułtanatu delhijskiego okolicznych ziem zapewniło im lojalność lokalnych władców, a lenna i podatki umożliwiały rozbudowę potężnej stolicy. Rozpoczął ją Bukka I (panował 1354 – 1377), kontynuowali m.in. Dewaraja II (pan. 1423 – 1446), Kryszna Dewa Radża (pan. 1510 – 1529) i jego szwagier Aćjutadewaraja (pan. 1529 – 1542). Miejsce to długi czas było przez hindusów uznawane za święte. Rozkwit jego przypada na lata panowania Kryszny Devy Radży. W tym czasie bogactwo królestwo przynosił monopol w handlu arabskimi końmi i przyprawami. Widźajanagar stał się najpotężniejszą stolicą na Dekanie, którego targi pełne klejnotów i jedwabiów opiewali podróżnicy (m.in. Portugalczyk Domingo Paez w 1520). Koniec królestwa wiązał się ze śmiercią Aćjutadewaraji. Dowodzący wojskiem królestwa Rama Radża uwięziwszy następcę tronu przejął władzę.
Mury obronne Widźajanagaru zapewniały miastu całkowite bezpieczeństwo, ale w 1565 Rama Radża wtrąciwszy się w konflikty lokalnych sułtanatów zmuszony był walczyć ze zjednoczonymi siłami muzułmańskich władców. Przyjął bitwę 100 km od miasta pod Talikotą pod Ajhole. Mimo początkowej przewagi wojsk Rama Radży dezercja stojących po jego stronie muzułmanów doprowadziła do chaosu. Połączone siły sułtanów Bidżapuru, Bidaru, Golkondy i Ahmadnagaru zwyciężyły. Pojmany radża został zabity przez sułtana Ahmadnagaru. Widźajanagar został wydany na pastwę wroga. Długotrwałe grabieże doprowadziły miasto do ruiny.

## Opis Hampi
Ruiny miasta zajmują przestrzeń 26 km kwadratowych, zasadniczo jednak zwiedza się je w dwóch miejscach (oddzielonych od siebie wzgórzem i plantacjami bananów nawadnianymi zabytkowymi kanałami):
- 3 km na południe od rzeki, na południowy zachód od wioski Kamalapuram tzw. królewska przestrzeń – pałace, stajnie dla słoni, wartownie, świątynie.

- Hampi Bazaar, świątynia Wirupakszy i brzeg rzeki (Miejsce najbardziej świętych świątyń i ghatów). Mieści się tu filarowy bazar do dziś spełniający swoją funkcję handlową. Wokół niego rozpadające się 500-letnie domy zamieszkałe przez okoliczną ludność.

Świątynia Wirupakszy (inaczej Śri Wirupaksz Swami, XIII–XVII) poświęcona Śiwie, czczonemu tu jako Wirupaksza lub Pampati. Jedyna tu do dziś używana, jest celem wielu pielgrzymów z całych Indii. Jej religijnej atmosfery można doświadczyć podczas porannych i wieczornych modlitw (arati). Świątynia składa się z dwóch dziedzińców, do których droga prowadzi przez wysokie gopury. Pod kolumnami wewnętrznego dziedzińca śpią lub modlą się pielgrzymi. Przy wejściu świątynny słoń błogosławi pielgrzymów. Do głównej świątyni przechodzi się przez ozdobioną rzeźbionymi kolumnami mandapę. Rzeźby przedstawiają stające dęba zwierzęta. Na suficie mandapy malowidła Śiwy, procesja mędrca Widźarandża i sceny z Mahabharaty. Nad świątynią granitowe wzgórze Hemakuta, z którego widok na rzekę i świątynie. Niedaleko dwie ogromne rzeźby Ganeśi i zbudowana na pamiątkę kampanii wojskowej w Orisie z inicjatywy Kryszny Devy Radży w 1513 roku świątynia Kryszny. Obok monolityczny Naransinha.
Nad rzeką znajduje się świątynia Aćjutaraja (Achyutaraya, u stóp wzgórza Matanga). Niedaleko grota, o której głosi się, ze Surgiwa ukrył tu klejnot Sity. Kolejna świątynia to otoczona bazarami, zbudowana w XVI wieku przez Krysznę Deva Radżę świątynia Wittala.